# Oxyteninae
Oxyteninae (лат.) — подсемейство павлиноглазок, представители которого в основном из Южной и Центральной Америки.

## Классификация
В подсемейство включают следующие роды:
- Asthenidia
- Draconipteris
- Eusyssaura
- Homoeopteryx
- Lycabis
- Oxytenis
- Teratopteris
- Therinia